# Tipula multisetosa
Tipula multisetosa är en tvåvingeart som beskrevs av Alexander 1935. Tipula multisetosa ingår i släktet Tipula och familjen storharkrankar. Inga underarter finns listade i Catalogue of Life.